# Дмитрий Сегал
Дмитрий Сегал (на руски: Дмитрий Михайлович Сегал, р. 1938 г., Москва) e руски семиотик и филолог, представител на Московско-Тартуската семиотична школа и участник в летните школи в Кяярику.

## Биография
Дмитрий Сегал завършва Московския държавен педагогически институт за чуждестранни езици „Морис Торез“ (1959). Работи като преводач. Младши научен сътрудник в Института по славянознание. Научните му интереси са в областта на фонологията на славянските езици. Така и не успява да защити дисертацията си за кандидат на филологическите науки – защитата е отложена за неопределено време. През юли 1973 г. емигрира в Израел. И в СССР, и Израел се занимава с история на руската литература на ХХ век и със структурна фолклористика.